# 웅 루가르 아우 소우
《웅 루가르 아우 소우》(포르투갈어: Um Lugar ao Sol)는 2021년 방영된 브라질의 텔레노벨라이다.